# ジョン・ポール・ジョーンズ (ミュージシャン)
ジョン・ポール・ジョーンズ（John Paul Jones、1946年1月3日 - ）は、イギリスのミュージシャン、作曲家、マルチプレイヤー。同国のロック・バンド、レッド・ツェッペリンのベーシスト、キーボーディストとして知られる。愛称は「ジョンジー」。身長173cm。

## 来歴

### 生い立ち
ケント州シドカップで生まれる。父親のジョー・ボールドウィンは、1940年代から1950年代にかけてアンブローズ・オーケストラなどのビッグバンドで、ピアニスト及びアレンジャーとして活躍した。彼の母親も音楽ビジネスに関わり、家族は共に英国中を演奏旅行出来る環境にあった。ジョンは、父親からピアノを習い、やがてビッグ・ビル・ブルーンジーのブルースやチャールズ・ミンガスのジャズからラフマニノフのクラシック・ピアノまで興味を抱く。その後、ケント州のクライスト・カレッジ寄宿学校に入り、そこで正式に音楽を学ぶ。14歳で、地元の教会で聖歌隊指揮者兼オルガン奏者となった。同時期には、シカゴのミュージシャン、フィル・アプチャーチを聴いた影響でフェンダー・ジャズベースを購入、以降1975年まで使い続けた。

### 音楽活動の開始
15歳の時に最初のバンド、ザ・デルタズに加わった。その後、ロンドンのジャズ/ロックバンド、ジェッツ・ブラックスでベーシストを務めた。彼の大きな転機は、1962年にジェット・ハリスとトニー・ミーハンに出会ったことだった。ジョンは、彼らのバンドで2年間演奏した。彼ら最大のヒット作「ダイヤモンズ」にはジミー・ペイジも参加していた。1964年になると、ジョンはミーハンの推薦でデッカ・レコードのセッション・ミュージシャンとなる。1964年～68年まで、彼は多数の編曲やキーボード、ベースの演奏をこなしていた。彼がレコーディングに参加したアーティストは、ローリング・ストーンズやハーマンズ・ハーミッツ、ミッシェル・ポルナレフ、ドノヴァン、ジェフ・ベック、キャット・スティーヴンス、ロッド・スチュワート、シャーリー・バッシー、ルルなど多数。ダスティ・スプリングフィールドとのセッションでは、彼女の「トーク・オブ・ザ・タウン」シリーズでベースで参加している。ドノヴァンの「サンシャイン・スーパーマン」での彼の演奏と編曲で、プロデューサーのミッキー・モストは自身の多くのプロジェクト、トム・ジョーンズ、ニコ、ウェイン・フォンタナ、ザ・ウォーカー・ブラザースのレコーディングにジョーンズを参加させることを決心した。
ジョンはさらに、トニー・ミーハン及びジェット・ハリスの友人や、クリフ・リチャード・アンド・ザ・シャドウズとのレコーディングも行った。これらの録音の前に、クリフ・リチャード・アンド・ザ・シャドウズは歴史を変える間際にあった。彼らはジョンにベーシスト、ブライアン・ロッキングに代わって加入を呼びかけたが、ジョンは参加せず彼らは代わりにジョン・ロスティルを加入させた。
芸名の"ジョン・ポール・ジョーンズ"は、このセッションワーク時代から使い始めた。同名のアメリカ独立戦争の英雄を描いたアメリカ映画「ジョン・ポール・ジョーンズ」のポスターを見た友人から提案されたものである。

### レッド・ツェッペリン時代
ドノヴァンの「ハーディ・ガーディ・マン」のレコーディングでジミーと再会、ヤードバーズのアルバム『リトル・ゲームズ』でセッションした。タイトル曲でジョンはチェロを演奏し、弦編曲も行った。アルバムは商業的に失敗したが、これを機にジョンとジミーは親交を深める。1年後、クリス・ドレヤが写真家に転身することを決心し、ジョンはジミーの新しいバンド、ニュー・ヤードバーズのベーシストの第一候補となった。これが後のレッド・ツェッペリンとなる。既にキャリアを確立していたセッション・ワークを辞め、未知のバンドに参加することはジョンにとって相当な賭けであったが、自身の芸術的創造の欲求には逆らえず、夫人の後押しも相まって、最終的にバンドへと参加した。バンドへのスポットライトはジミーとロバート・プラントに集中しがちではあるが、彼の性格や音楽的才能、経験はツェッペリンの成功に多大な貢献をした。近年、「コード中心或いはコード分解系のリフはペイジ、ベースライン中心或いは単音系のリフはジョンジー」と言うことがジョンによって明かされており、アレンジの面でも多大な貢献をしている。また、作曲の面でもジョンはツェッペリンに欠かせない存在である。

### その他の活動
ツェッペリン在籍中、彼は他のミュージシャンの作品にも参加した。1969年にファミリー・ドッグのアルバム『ウェイ・オブ・ライフ』でベースを、1970年にピーター・グリーンのソロ・アルバム『ジ・エンド・オブ・ジ・ゲーム』でキーボードを演奏した。マドレーン・ベルの1974年のアルバム『カミン・アッチャ』では、プロデュース及び編曲を担当した。さらにロイ・ハーパーの多くのアルバムでキーボードを演奏し、ウイングスの『バック・トゥ・ジ・エッグ』でのロック版オーケストラ『ロケストラ』に参加した。
ツェッペリンの解散以後、彼はR.E.M.、ハート、ベン・E・キング、ザ・ミッション、ラ・フラ・デルス・バウス、ブライアン・イーノ、バットホール・サーファーズなどと共演した。ポール・マッカートニーのためのビデオに出演し、彼の映画『ヤァ！ブロード・ストリート Give My Regards to Broad Street』のサウンドトラックに参加した。1986年にはマイケル・ウィナーの映画『スクリーム・フォー・ヘルプ』のサウンドトラックを依頼された。同作には、2曲にジミー・ペイジも参加した。1994年にはディアマンダ・ガラスの『ザ・スポーティング・ライフ』の録音とツアーに参加した。彼は自らのスタジオを「サンデー・スクール」と名付け、娘のジャシンダ・ジョーンズは同スタジオでレコーディングを行った。
1999年の9月には、ソロ・デビュー・アルバム『ズーマ』リリース。来日公演を行い、レッド・ツェッペリンの曲もインストゥルメンタルで演奏された。また2001年にはアルバム『ザ・サンダーシーフ』でボーカリストとしての一面を見せた。
ジミーとの軋轢からか再結成には消極的である。また、ペイジ・プラント発足の際に声も掛けられなかったらしく、新聞で読んで初めて知ったとのこと。これを受けてジョーンズは後の再結成の際「今回は僕の電話番号を忘れないでいてくれてありがとう」とかつての仲間達に皮肉を言っている。ただし、現在までに伝わっている彼のエピソードから、前述の件で彼が本当にご立腹であったかどうかは、実際のところ不明である。
2005年には、フー・ファイターズのアルバム『イン・ユア・オナー』へ参加。
その頃からデイブ・グロールとの交流が始まり、2009年にはデイブと、クイーンズ・オブ・ザ・ストーン・エイジ (Queens of the Stone Age) のジョシュ・オムとの3人で、ロックバンド、ゼム・クルックド・ヴァルチャーズ (Them Crooked Vultures) を結成、12月2日にはアルバム『ゼム・クルックド・ヴァルチャーズ』をリリースし、翌2010年にはフジロックフェスティバルに出演した。

## プレイスタイル
ベーシストとしては類いまれなるセンスで、「幻惑されて」での沈み込んでいくようなベース、「レモン・ソング」「強き二人の愛」でのファンクの影響を受けたリフ、「ブラック・ドッグ」でのパワー・クランチなど、多彩な演奏を行った。このようにプレイスタイルの多彩さもジョンの真価である。使用機材は、フェンダー・ジャズベースをデビューから1975年頃までほぼ一貫して使用していた。その後はアレンピックなどのカスタムデザインのベースを使うこととなる。ベーシストとしての彼のプレイはどちらかと言えば堅実なものと捉えられがちであるが、その堅実とも思われるプレイの裏にはジミーやボンゾことジョン・ボーナムの奔放なリズム感をバンドの音として纏め上げる優れたリズム調整感があり、彼と同じく60年代から活躍するロックベーシスト、ジョン・エントウィッスルやポール・マッカートニー、ジャック・ブルースなどを驚かすものであった。また、セッションマン時代に培われた多彩なプレイスタイルも彼の魅力の一つであり、指弾き、ピック弾きを曲調に合わせて自由に使い分けることが出来る彼の能力は、ツェッペリンにおいて欠かせないものであった。
ジョンはベースの他に、キーボード、琴、バンジョー、オルガン、ピアノ、メロトロン、ギター、マンドリン、ハープシコード、ローズ・ピアノなど25種類以上の楽器を操るマルチプレイヤーであり、特に彼のキーボード演奏はレッド・ツェッペリンに単なるハード・ロック・バンドではない多様性を与えた（「レイン・ソング」におけるメロトロンや「ノー・クォーター」におけるローズ・ピアノなどが知られている）。ステージ・パフォーマンスでは、「ノー・クォーター」での30分にもわたる「アメイジング・グレイス」や「くるみ割り人形」、「さくらさくら」などを織り交ぜたキーボードソロを演奏した。さらに「カシミール」での東洋調音階にジョーンズの幅広い嗜好が顕著に表れている。グループでの彼の多様性は、トリプルネック・ギターを含むさらに多くの楽器演奏に及ぶ。
ロックはもちろん、ジャズやファンクなどあらゆるジャンルの音楽を好み、多種多彩なプレイをこなすが、レゲエだけは「演奏していて楽しくないから」とのこと。
ジョンは、ボンゾとのリズム体としてセッションしていた時の事を、次のように回想している。
| 「 | ジョン・ボーナムと僕は、乗せたいところへ自在にビートを乗せるのがかなり上手かったんだ。拍子に対してビートを自由に移動させられるっていう事を知らない若いミュージシャンが最近は多いけど、僕たちはそれをしょっちゅうやってたんだ。それが曲の緩急を変えてくのさ。でもそれは頭で考えてた訳じゃなくて、自然にやってた事さ。ただ、時にはそれをやってるのがハッキリと頭で解る事もあってね。そういう時は逆に、普段の自分達がどこまでレイドバックしてやれてるかが解って面白かったよ。例えば、曲の中でもうちょっと切迫した感じが必要だけどそれ以上速くなっちゃいけないセクションがあるとする。そういう時は少しだけビートを前へズラして、せき立てる感じにはするけど、速さはそのままにしておくんだ。逆に、徐々にスピードアップさせる場合もあるね。ずっと同じテンポでいるべし、なんて事はルールブックに書かれてないからさ。『天国への階段』は自然と加速していくけど、それは曲の緩急の一端を担ってるんだ。そうしちゃいけない事は何もないんだよ | 」 |

| 「 | ジョン・ボーナムと一緒にやってた時、僕は自分のサウンドとラインがドラムを補って『完全なリズム』となるように心掛けたよ。彼も僕に対してそうあろうとしてたのは解ってたし、2人ともリズム体を一つのモノとして捉えてたよ。バンドがいかに良い音を出すかというのが肝心な点であり、僕たちは出来る限りジミー・ペイジとロバート・プラントを引き立てようとした。ジミーがソロを弾いてたら、僕たちはシッカリとしたバッキングで彼のソロを支える。でもそれは、紙に書き出しておいた計画じゃない。バンドに対して完璧に一生懸命だっただけなんだ。 | 」 |

## 使用楽器
エレクトリックベース
- Alembic - Series II
- Alembic - Triple Omega
- Fender - Jazz Bass 1961年モデル
- Fender - Precision Bass 1951年モデル
- Fender - Precision Bass (Fretless)
- Fender - Bass V
- Gibson - EB-1
- Ibanez - RD300 Bass
- Pedulla - Rapture Bass (Custom made)

ベース・アンプ
- Acoustic Control Corporation - Model #360+361 ユニット

アコースティック系
- Andy Manson - custom Triple Neck Mandolin
- Andy Manson - 12 Strings & 6 Strings Acoustic Guitar
- Gibson - Flat Mandolin

ピアノ・打弦楽器系)
- Fender Rhodes
- Hammond Organ
- Hohner - Clavinet
- Hohner Electric Piano
- Steinway & Sons - Piano
- Yamaha - CP-80 (Electric Piano)

キーボード系
- Mellotron
- Symbolic Sound - Kyma System
- KORG - Trinity (Synthesizer)
- Yamaha - GX-1 (Synthesizer)
- Moog - 15 Modular Synthesizer
- EMS - VCS3 (Synthesizer)

## ディスコグラフィ

### ソロ・アルバム
- "A Foggy Day in Vietnam / Baja" (1964年)
- 『スクリーム・フォー・ヘルプ』 - Scream for Help (1985年) ※オリジナル・サウンドトラック
- 『ザ・スポーティング・ライフ』 - The Sporting Life (1994年) ※ディアマンダ・ギャラス with ジョン・ポール・ジョーンズ名義
- 『ズーマ』 - Zooma (1999年)
- 『ザ・サンダーシーフ』 - Thunderthief (2001年)

### ゼム・クルックド・ヴァルチャーズ
- 『ゼム・クルックド・ヴァルチャーズ』 - Them Crooked Vultures (2009年)

### シーシック・スティーヴ
- You Can't Teach an Old Dog New Tricks (2011年)
- Hubcap Music (2013年)